# Uradalom

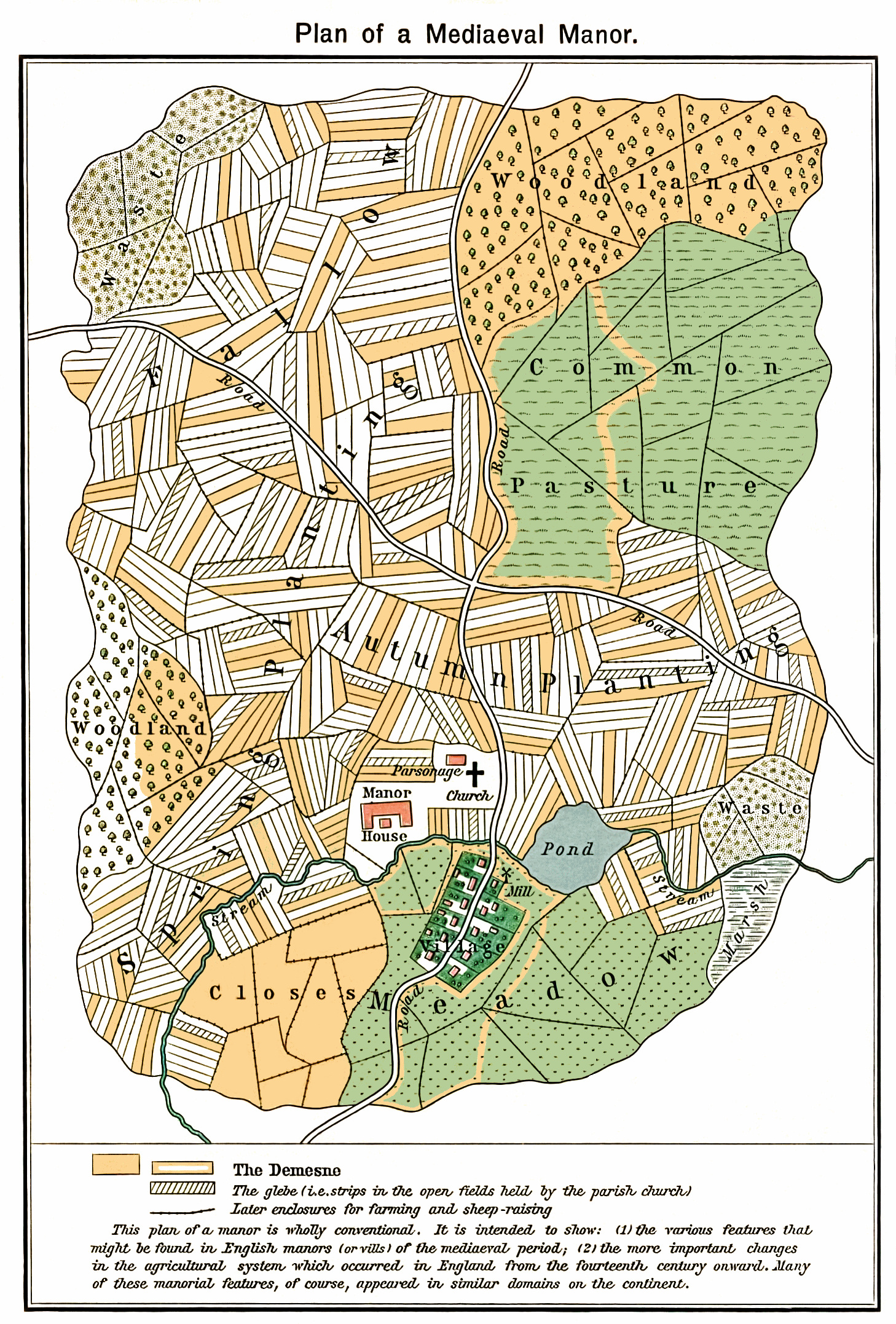
Középkori uradalom sematikus ábrája (Anglia).
A területek az óramutató járásának megfelelő sorrendben: erdő, közös legelők, őszi vetés terület, tó, hulladék lerakó, mocsár, rét, zárt kert(ek), tavaszi vetés terület (a bal szélén erdővel), ugar (balra hulladék lerakó). A központban található az uradalmi épület, a plébániatemplom, (vízi)malom és a falu. A zárt terület felosztása egy későbbi, lehetséges hasznosítási forma állattenyésztéshez.

Az uradalom (régiesen és egyes nyelvjárásokban ma is: „urodalom”, régen latinosan „dominium”) a feudális rendszerek birtokszerkezetének jellegzetes eleme: több, általában összefüggő, de külön kezelt birtoktestet (majort) magában foglaló, egy személy tulajdonában és egységes vezetés alatt álló birtok. A 19. század végén Magyarországon az 1000 katasztrális holdnál (5,755 km2) nagyobb földbirtokot tekintették uradalmi birtoknak; az ilyen nagybirtokok foglalták el akkor az ország teljes földbirtokterületének 46%-át (Németországban ugyanekkor 24%-os, Franciaországban csak 20%-os, Angliában azonban 80%-os volt a részarányuk).

## Története
Európában a 7. századra alakult ki az uradalom, a középkori nagybirtok, amely azonban még kisüzemi termelésen alapuló nagygazdaság volt, mert a munka a paraszti üzemekben folyt, amelyek betagolódtak az uradalom szervezetébe.
A 9–10. században új szakasz kezdődött az európai nagybirtokok életében. Ekkor alakultak át földesurasággá, azaz teljes közigazgatási, bíráskodási („úriszék”), katonai és adóztatási szervezetté. A nagybirtokok immunitást szereztek, azaz királyi tisztviselő nem intézkedhetett a területükön, ott minden közfunkciót a birtokos látott el. Ez idő tájt jelentek meg az első fából vagy kőből épített, uradalmi központ szerepét betöltő várak. Az uradalom területén lévő templomokat, kolostorokat is a földesúr alapította - támogatta, de ellenőrizte is.
Az uradalmi jobbágyok saját használatra, termény-, pénz- és munkajáradék ellenében, szántóföldet és házhelyet, kertet kaptak a földesúrtól. Munkájukat saját állataikkal és szerszámaikkal végezték. A földesúr saját kezelésű birtokát, az ún. majorságot vagy allódiumot robotban művelték.
A jobbágyság eltörlésével a 19. század közepén kezdődött az utolsó, 100 éves időszak az uradalmak életében: a jobbágyfelszabadítással megszűnt a robot, a jobbágyok helyébe idénymunkára szerződtetett béresek és hosszabb időre (legalább egy évre, de néha egész életükre) munkát vállaló cselédek léptek, s egyre több uradalom irányítását is bérlők vették át a tulajdonosoktól. A bérlők, akik általában a mezőgazdasági termeléshez értő szakemberek voltak, vagy ilyen szakembereket (gazdatiszteket) alkalmaztak, gazdálkodásukban igyekeztek követni a kor technikai fejlődését.
A második világháború után az uradalmakat felszámolták: a földosztás során az „Azé a föld, aki megműveli” jelszavával a birtokokat szétosztották a volt béresek és cselédek között.